# Валери Жискар д’Естен
Валери Жискар д’Естен (фр. Valéry Marie René Giscard d'Estaing; Кобленц, 2. фебруар 1926 — Отон, 2. децембар 2020) био је француски политичар и председник републике од 1974. до 1981. године.

## Биографија
Рођен је 2. фебруара 1926. године у Кобленцу, Немачка. Оснивач је Уније за француску демократију која настаје 1978. године уједињењем Хришћанских демократа и Конзервативне партије. По свом политичком опредељењу се смешта у десни центар. Изабран је у француски парламент 1956. Године 1962. изабран је за министра финансија, да би 1966. поднео оставку. Вратио се на то место 1966, а 1974, после смрти Жоржа Помпидуа, постао је кандидат деснице за председника Француске. Исте године победио је кандидата левице Франсоа Митерана и помогао да се ојача ЕЕЗ. Године 1981. изгубио је од Митерана. Потом је био председник француског, а затим европског парламента.
Од 2003. био је члан Француске академије на позицији 16.

## Рана политичка каријера

### Председнички избори 1974.
Године 1974, након изненадне смрти председника Помпидуа, Жискар је најавио своју кандидатуру за председника. Два главна противника су му били левичар Франсоа Митеран и Жак Шабан-Делма, бивши голистички премијер. Имао је подршку своје странке ФНРИ, а подржао га је и центристички Реформистички покрет. Осим тога, погодовале су му поделе у Голистичкој партији. Жак Ширак и други голисти су објавили „Проглас 43“ у коме су објаснили да је Жискар најбољи кандидат за спречавање избора Митерана. На изборима, Жискар је прошао значајно боље од Шабан-Делмаа у првом кругу, али је Митеран имао више гласова од њега. Међутим, у другом кругу 20. маја, Жискар је тесно победио Митерана, освојивши 50,7% гласова.

## Председник Француске: 1974—1981.

### Унутрашња политика
Године 1974, Жискар је изабран за Председника Француске, поразивши социјалистичког кандидата Франсоа Митерана за само 425.000 гласова, што представља најтешњи резултат у француској историји. Са 48 година, постао је трећи најмлађи председник у француској историји у том тренутку, након Наполеона III Бонапарте и Жана Казимира Перијеа. Обећао је „промену у континуитету“. Показао је јасну жељу да уведе разне реформе и модернизује француско друштво, што је представљало важан део његовог мандата као председника. На пример, спустио је пунолетство са 21 на 18 година и залагао се за развој мреже брзих пруга ТЖВ и Минитела, претходника Интернета. Промовисао је нуклеарну енергију, као начин да се ојача француска независност. 1975. је позвао председнике влада Западне Немачке, Италије, Јапана, Уједињеног Краљевства и Сједињених Држава на самит у Рамбујеу, где је формирана Група шест највећих економских сила (сада Г7, укључујући Канаду). Са економског аспекта, Жискаров мандат је донео стабилан раст личних примања. Куповна моћ радника је порасла за 29% а пензионера за 65%.
Жискар је себе окарактерисао као „конзервативца који воли промене“, и иницијално је покушао да се представи у мање монархистичком стилу у односу на своје претходнике. Носио је обично пословно одело на својој инаугурацији, и традиционалну аутомобилску колону низ Јелисејска поља је заменио уличном шетњом. Возио се метроом, једном месечно је вечерао са обичним Французима, и чак је позивао раднике градске чистоће да доручкују са њим у Јелисејској палати. Међутим, када је закључио да такав неформални приступ наилази на помало хладан пријем код већине Француза, Жискар је постао толико дистанциран и да су га политички противници често нападали као превише удаљеног од обичних грађана.
Када је у питању унутрашња политика, реформе које је спроводио су забрињавале конзервативце и голистичку партију. Ово се посебно односи на закон који је легализовао абортус. Иако је рекао да има „дубоку аверзију према смртној казни“, Жискар је у кампањи 1974. тврдио да ће примењивати смртну казну за најгнусније злочине. Није преиначио три смртне казне око којих је морао да донесе одлуку током свог мандата (мада је то учинио у неколико других случајева), чиме је француска постала последња држава у Европској унији која је извршила смртну казну. Ове егзекуције су биле последње икада извршене у Француској. Смртне казне су и даље изрицане у Француској током преостале четири године Жискаровог мандата, али су све преиначене 1981, када је смртна казна укинута.
Дошло је до ривалства са премијером Жаком Шираком, који је дао оставку 1976. Рајмон Бар, кога су називали „најбољим економистом у Француској“ у то време га је наследио. Бар је водио строгу политику у контексту економске кризе („Plan Barre“).
Неочекивано, десничарска коалиција је победила на законодавним изборима 1978. Ипак, односи са Шираком који је основао Збор за Републику (фр. Rassemblement pour la République, РПР), су постали још напетији. Жискар је на ово реаговао формирањем центристичко-десничарске конфедерације, Уније за француску демократију (УДФ).

### Спољни односи
1975, Жискар је извршио притисак на будућег краља Шпаније Хуана Карлоса да изостави чилеанског диктатора Аугуста Пиночеа из своје крунидбене церемоније, рекавши да ако Пиноче буде присуствовао, он неће. Након што му је Хуан Карлос рекао да не присуствује крунисању, Пиноче је напустио Шпанију након што је присуствовао сахрани Франциска Франка. Иако је Француска примила многе чилеанске политичке избеглице, такође је тајно сарађивала са Пиночеом. Француска новинарка Мари-Моник Робин је показала да је влада Жискара д’Естена тајно сарађивала са Виделином хунтом у Аргентини и са Пиночеовим режимом у Чилеу.
1977. у операцији Ламантин, наредио је да се француски борбени авиони пошаљу у Мауританију у рату против Полисарио герилаца који су се борили против мауританијске војне окупације Западне Сахаре. Међутим, ни отворена војна подршка није била довољна да спасе од стране Француза постављеног вођу Мауританије Моктара Улд Дадаа, кога је његова војска збацила касније, и мировни споразум је потписан са покретом отпора у Западној Сахари.
Међутим, најконтроверзнија је била његова повезаност са режимом Жан-Бедела Бокасе у Централноафричкој Републици. Жискар је првобитно био пријатељ Бокасе, и снабдевао је његов режим. Међутим, растућа непопуларност тог режима је навела Жискара да почне да се дистанцира од Бокасе. 1979, француске трупе су помогле у свргавању Бокасе и враћању на власт бившег председника Давида Дакоа. И ова акција је била контроверзна, поготово зато што је Дако био Бокасин рођак и поставио је Бокасу на чело војске. Немири су се наставили у Централноафричкој Републици што је довело до тога да Дако буде свргнут у новом пучу 1981. Француске новине Canard Enchaîné су објавиле да је Жискар прихватио дијаманте као лични поклон од Бокасе – који је побегао у Француску са опљачканим милионима из трезора Централноафричке Републике, али му је свеједно дат азил у Француској. По закону, званични поклони Председнику су власништво Републике Француске а на председника; Жискарови поборници су тврдили да су дијаманти били индустријски и да стога нису имали значајну новчану вредност.